# 705 (číslo)
Sedm set pět je přirozené číslo. Následuje po čísle sedm set čtyři a předchází číslu sedm set šest. Římskými číslicemi se zapisuje DCCV a řeckými číslicemi ψε.

## Matematika
705 je:
- Deficientní číslo
- Složené číslo
- Nešťastné číslo

## Astronomie
- (705) Erminia je planetka hlavního pásu, kterou objevil v roce 1910 Emil Ernst

## Roky
- 705
- 705 př. n. l.